# Кондратьев, Александр Алексеевич
Алекса́ндр Алексе́евич Кондра́тьев (11 (23) мая 1876, Санкт-Петербург — 26 мая 1967, Наяк, штат Нью-Йорк) — русский поэт, писатель, переводчик и литературовед (первая волна эмиграции).

## Биография
Родился в семье корректора Государственной типографии. Учился в 8-й Санкт-Петербургской гимназии, когда там был директором И. Ф. Анненский, который вызвал у него любовь к античному миру. Окончил юридический факультет Петербургского университета (1897—1902), служил в министерстве путей сообщения, с 1908 — в канцелярии Государственной Думы, исполняя обязанности делопроизводителя до января 1918 года.
Под знаком любви к античности проходит первый, петербургский период жизни и творчества писателя (1876—1918). В 1898 году Кондратьев познакомился с Александром Блоком, в 1903 году — с Мережковским и Гиппиус, в дальнейшем посещал поэтический салон Ф. Сологуба и переписывался с В. Брюсовым. В конце концов, Кондратьев стал секретарём кружка К. Случевского.
Всего до революции вышло восемь книг Кондратьева, причём роман «Сатиресса» — двумя изданиями. Стихи, рассказы, статьи Кондратьева постоянно появлялись в журналах «Весы», «Аполлон», «Русская мысль», «Перевал», «Сатирикон», «Огонёк», «Лукоморье» и др. Печатался в альманахах «Гриф» и «Белые ночи». Писал о творчестве Алексея Константиновича Толстого и Николая Щербины.
В 1920 году, оказавшись в Ровно, остался на территории Польши. Продолжил литературную деятельность, печатался в русских эмигрантских изданиях Польши и Франции, выпустил сборник стихотворений «Славянские боги».
В декабре 1939 года перебрался из советской зоны оккупации в Варшаву, затем в глухую деревню в Холмщине. В июне 1944 года умерла от рака жена Кондратьева, после чего дочь перевезла его под Вену. Уходя от наступающего фронта, они двинулись в Германию, оказавшись в апреле 1945 года под Берлином, а оттуда к лету добрались до Белграда. Из-за польского гражданства им грозила высылка обратно в Польшу, и они приняли советское. После того, как отношения между Югославией и СССР испортились, дочери удалось получить разрешение на выезд в Триест весной 1950 года. Там они два года жили в лагере для переселенцев, затем Кондратьев получил направление в дом престарелых в Швейцарии, а в 1957 году переехал в США к дочери.
Скончался в Наяке (штат Нью-Йорк) на 92-м году жизни. Похоронен на Русском кладбище в Ново-Дивееве.

### Стихотворения
- Стихотворения / Обл. С. Панова. СПб.: Гос. тип., 1905. — 121 с. — Перед загл. авт.: А.К.
- Стихи: Кн. 2 (Чёрная Венера) / Обл. Я. Бельзена. СПб.: Т-во Р. Голике и А. Вильборг, 1909. — 80 с.
- Славянские боги: Стихотворения на мифологические темы. Ровно, 1936. — 74 с.

### Проза
- Сатиресса: Мифологический роман. М.: Гриф, 1907. — 99 с.
  - То же. [Изд. 2-е.] М.: Гриф, 1914. — 99 с.
- Белый козёл: Мифологические рассказы. СПб.: Т-во Р. Голике и А. Вильборг, 1908. — 114 с.
- Улыбка Ашеры: Вторая книга рассказов. СПб.: Т-во Р. Голике и А. Вильборг, 1911. — 123, [2] с. 
  - То же. Изд. 2-е. СПб, изд. т-ва Лиэй, 1916.
- На берегах Ярыни: Демонологический роман / С предисл. С. Кречетова. Берлин: Медный всадник, 1930. — 283 с.
- Сны. СПб., "Северо-запад", 1993 г., - 544 с., 100 000 экз., ISBN 5-8352-0212-1

### Драматургия
- Елена: Драматич. эпизод из эпохи Троянской войны. Пг.: Гос. тип., 1917. — 28 с.

### Переводы
- Луис П. Песни Билитис / Пер. Ал. Кондратьева. СПб.: Т-во Р. Голике и А. Вильборг, 1907. — [2], X, [4], 152, VI с.
  - То же. Изд. 2-е. СПб.-М.: т-во М. О. Вольф, 1911. — [4], XII, 152, VI с.

### Литературоведение
- Граф А. К. Толстой: Материалы для истории жизни и творчества. СПб.: Огни, 1912. — [4], 118 с.

### Публикации
- Струве Г. П. Александр Кондратьев по неизданным письмам // Annali. Sezione Slava (Istituto Universitario Orientale) / A cura di Leone Pacini Savoj e Nullo Minissi. Napoli, 1969. [T]. XII. P. 4.
- Письма А. А. Кондратьева к Блоку (1903—1912) / Предисловие, публ. и комм. Р. Д. Тименчика // Лит. наследство. 1980. Т. 92: Александр Блок. Новые материалы и исследования. Кн. 1. С. 554.
- Кондратьев А. Письма к Амфитеатровым (1930—1932 гг.) / Публ. и подг. текста В. Крейда // Новый журнал (Нью-Йорк). 1990. Кн. 181. С. 139—172; Кн. 182. С. 106—130
- Ковчег: Поэзия первой эмиграции. / Сост., авт. предисл. и коммент. В. Крейд. — М.: Политиздат, 1991. — С.180—197. — 511 с.
- Кондратьев А. А. Письма Б. А. Садовскому / Публ., подг. текста С. В. Шумихина; предисловие и прим. Н. А. Богомолова и С. В. Шумихина // De visu. 1994. № 1/2 (14). С. 3—39
- Два письма А. А. Кондратьева к В. И. Иванову / Публ. Н. А. Богомолова // Новое литературное обозрение. 1994. № 10. С. 107—113
- Лавров А. В. Автобиографии А. А. Кондратьева // Лавров А. В. Символисты и другие: Статьи. Разыскания. Публикации. М., 2015. С. 539.

## Адреса в Санкт-Петербурге
1906 —  Галерная, 48, кв. 14